# Pordašinci
Pordašinci (madžarsko Kisfalu, prekmursko nekoč Prdašenci) so naselje v Občini Moravske Toplice. Kraj je opredeljen kot območje, kjer avtohtono živijo pripadniki madžarske narodne skupnosti in kjer je poleg slovenščine uradni jezik tudi madžarščina.